# 溫特西利艾茨峰
43°7′43.82″N 2°38′38.29″W / 43.1288389°N 2.6439694°W

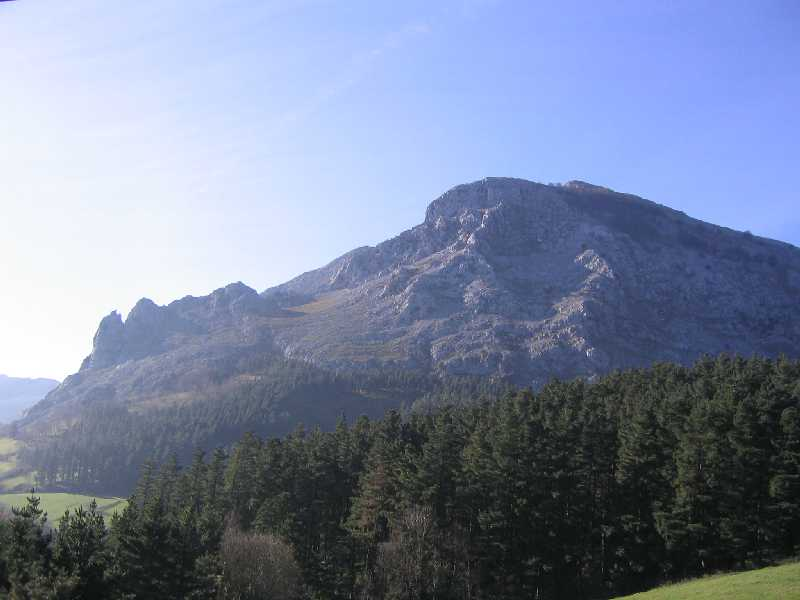

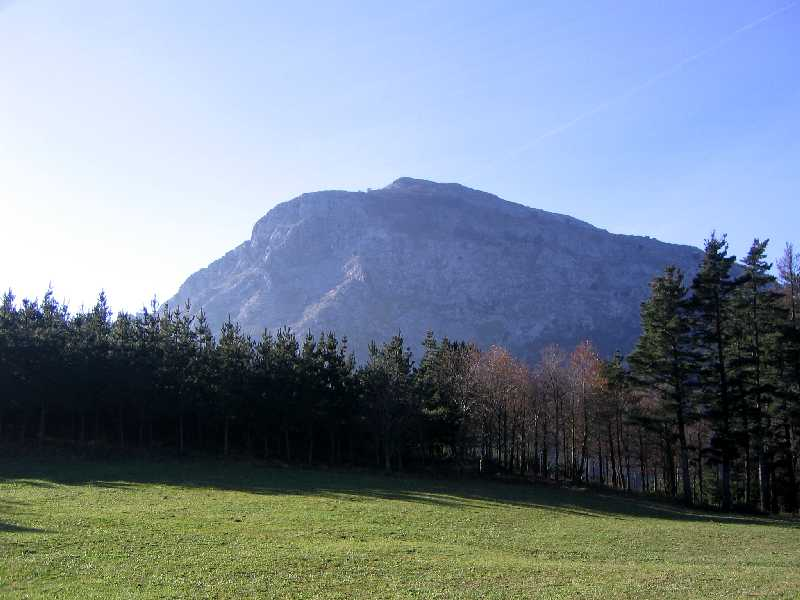

溫特西利艾茨峰（西班牙語：Untzillaitz），是西班牙的山峰，位於該國北部巴斯克自治區，屬於巴斯克山脈中烏爾基奧拉山脈的一部分，海拔高度934米。